# Мюнхенська авіакатастрофа
Мюнхенська авіакатастрофа сталася 6 лютого 1958 року. Літак Британських Європейських Авіаліній зупинився для дозаправки в Мюнхені. На борту перебували гравці та члени тренерського штабу «Манчестер Юнайтед» («Малюки Басбі»), а також журналісти та вболівальники. Після дозаправки пілоти тричі пробували злетіти; остання спроба закінчилась трагічно: через сніжну кашу літак не набрав потрібної швидкості, протаранив огорожу в кінці злітної смуги і врізався крилом в будинок, що стояв неподалік. З 44 людей, що перебували на борту літака, 21 людина вижила і 23 загинуло: двадцять — миттєво, один — по дорозі в лікарню, ще двоє — протягом наступних кількох тижнів.
Команда поверталася з матчу-відповіді Кубку європейських чемпіонів в Белграді, Югославія (тепер Сербія), в якому «Юнайтед» грав проти «Црвени Звезди». Політ вимагав зупинки в Мюнхені для дозаправки, тому що весь шлях від Белграду до Манчестера перевищував дальність польоту літака. Після дозаправки пілоти капітани Джеймс Тейн та Кеннет Реймент двічі спробували підняти літак у повітря, але змушені були зупинити обидві спроби через підвищені коливання у лівому двигуні. Капітан Тейн відмовився залишатися в Мюнхені через побоювання, що літак сильно відстане від графіку, і вирішив спробувати здійнятися ще раз. На момент третьої спроби йшов сніг, внаслідок чого в кінці злітної смуги утворилася сніжна каша. Через неї літак втратив необхідну для злету швидкість; «Лорд Бьорглі» протаранив огорожу в кінці злітної смуги, а потім врізався крилом в будівлю, що стояла неподалік. Капітан Тейн, остерігаючись вибуху, намагався відвести пасажирів, що вижили, якомога далі від літака. Незважаючи на загрозу, голкіпер «Манчестер Юнайтед» Гаррі Грегг залишився, щоб допомогти витягти людей з уламків літака.
Після розслідування, проведеного відповідним підрозділом Західнонімецького аеропорту, керівництво аеропорту спочатку звинуватило у катастрофі капітана Тейна, який нібито забув прибрати лід з крил літака, хоча цей закид заперечували свідчення очевидців. Пізніше було виявлено, що причиною аварії стала каша в кінці злітної смуги; лише через десять років після катастрофи Тейн довів свою невинність.
В тому сезоні «Манчестер Юнайтед» виграли матч за суперкубок і йшли до того, щоб стати лише третім клубом в історії, якому вдалося стати чемпіоном тричі підряд — за 14 ігор до кінця чемпіонату «Юнайтед» відставали від лідерів, «Вулверхемптон Вондерерс», на 6 очок. На момент катастрофи, команда також вийшла в півфінал Кубку європейських чемпіонів (вдруге підряд) і п'ятий раунд Кубку Англії.

## Історична довідка
В квітні 1955 УЄФА заснувала новий турнір — Кубок європейських чемпіонів. За регламентом, в ньому могли брати участь клуби-чемпіони тих країн, що грали під егідою УЄФА. Перший розіграш турніру відбувся у сезоні 1955-56. Втім, Алан Хардакер, секретар Футбольної Ліги, заборонив чемпіонам Англії — клубу «Челсі» — взяти участь в турнірі, мотивуючи це «піклуванням про інтереси англійського футболу та футболу в цілому». Наступного сезону чемпіоном Англії став «Манчестер Юнайтед» під керівництвом Метта Басбі. Попри те, що Футбольна Ліга знову відмовила клубу у клопотанні про участь в турнірі, Басбі та голова ради «Манчестер Юнайтед» Харольд Хардмен, заручившись підтримкою голови Футбольної Асоціації Стенлі Роуса, вибороли для «Юнайтед» право участі в турнірі — і він першим серед англійських клубів взяв участь у європейському турнірі.
Ризик керівництва «Манчестер Юнайтед» був виправданим. Команда, відома як «Малюки Басбі» — через їх молодість — дійшла до півфіналу в розіграші 1956-57, де поступилася майбутнім тріумфаторам — «Реалу» (Мадрид). Захист чемпіонського титулу гарантував «Манчестер Юнайтед» участь в наступному розіграші Кубку європейських чемпіонів і завдяки успішному виступу в сезоні 1956-57, серед учасників розіграшу 1957-58 «Юнайтед» вважався одним із фаворитів. Ігри внутрішнього чемпіонату проходили по суботах, а Кубку європейських чемпіонів — посеред тижня. І хоча перельоти в той час були справою доволі ризикованою, вони були єдиним можливим виходом, якщо в «Юнайтед» прагнули вчасно зіграти всі матчі чемпіонату — а це, в свою чергу, було критично з огляду на позицію Алана Хардакера.
Після перемог над «Шемрок Роверс» та празькою «Дуклою» в попередніх двох раундах змагання, «Манчестер Юнайтед» вийшов в чвертьфінал, де йому належало зустрітися з югославською «Црвеною Звездою». В першому матчі, що відбувся 21 січня 1958 року на Олд Траффорд, «Юнайтед» переміг з рахунком 2-1. Матч-відповідь був призначений на 5 лютого. По дорозі назад з Праги після матчу попереднього раунду, туман над Англією завадив «Юнайтед» летіти прямим рейсом до Манчестера, тому клуб поспішно організував переліт до Амстердаму, де гравці та тренерський склад сіли на пором з Хук оф Холанд до Харвічу, а потім поїздом добралися до Манчестера. Довга подорож позначилася на гравцях і в грі з "Бірмінгем Сіті" на Сент Ендрюс три дні потому вони спромоглися лише на нічию 3-3.
Прагнення керівництва не пропустити матчі домашнього чемпіонату в купі з небажанням повторювати настільки довгі поїздки призвело до того, що клуб замовив у авіакомпанії British European Airways літак на матч-відповідь у Белграді. Сам матч закінчився у нічию 3-3, але цього було достатньо, щоб «Юнайтед» пройшов у півфінал. Виліт з Белграду був затриманий на годину через те, що Джонні Беррі загубив свій паспорт. Літак здійснив заплановану посадку в Мюнхені для дозаправки в 13:15 за Гринвічем.

## Катастрофа
Капітан Джеймс Тейн, пілот літака, керував польотом літака Airspeed Ambassador класу «Elizabethan» (бортовий номер G-ALZU) до Белграда, проте передав керування під час польоту в зворотному напрямку другому пілоту, капітану Кеннету Рейменту. О 14:19 за Гринвічем, в диспетчерську вишку Мюнхенського аеропорту надійшло повідомлення про те, що літак готовий до злету; був виданий дозвіл на зліт до 14:31. Капітан Реймен зупинив спробу злету після того, як капітан Тейн помітив коливання манометра лівого двигуна, коли літак досягнув найбільшої швидкості, а також незвичні звуки двигуна під час прискорення. Друга спроба піднятися у повітря відбулася трьома хвилинами пізніше, проте, на 40 секунді, коли літак ще не піднявся у повітря, вона теж була скасована. Причиною невдалих спроб піднятися у повітря вважалося надмірне прискорення двигуна через надмірне збагачення паливної суміші, що було звичною проблемою для літаків цього класу. Після невдалої другої спроби всі пасажири залишили літак і розмістились у залі відпочинку аеропорту. Погодні умови погіршилися, почався сильний снігопад, через що виліт в той же день виглядав малоймовірним. Гравець «Юнайтед» Данкан Едвардс скористався нагодою відправити своїй домогосподині телеграму: «Всі польоти відмінено, вилітаю завтра. Данкан.»
Капітан Тейн повідомив Біллу Блеку, інженеру станції, про проблему з підвищеними коливаннями у лівому двигуні. Блек припустив, що так як варіант з повільним відкриттям дроселів не спрацював, єдиним виходом буде залишитися у Мюнхені на ніч для ремонту двигуна. Тейн прагнув не вибиватися з графіка і вирішив зробити ще одну спробу, цього разу відкриваючи дроселі ще повільніше. Це означало, що літак досягне швидкості, достатньої для того, щоб піднятися у небо, далі, ніж зазвичай, але Тейн думав, що за довжини злітної смуги в два кілометри це не стане проблемою. Тому, незважаючи на снігопад, пасажири змушені були повернутися на літак через 15 хвилин після того, як залишили його.
Кілька гравців майже не мали досвіду авіаперельотів, зокрема Ліам Уілан, який перед зльотом проронив: «Можливо, це смерть, проте я готовий до неї». Інші, включно з Данканом Едвардсом, Марком Джонсом, Едді Колманом та Френком Свіфтом, пересіли в кінець літака, припустивши, що там їм буде безпечніше. Коли всі пасажири опинилися на борту, капітани Тейн та Реймент втретє спробували підняти літак у повітря. О 14:56 літак почав свій рух злітною смугою. О 14:59 вони досягли пункту очікування, де отримали дозвіл виїжджати на пряму для старту. Пілоти провели останню перевірку приладів і о 15:02 отримали повідомлення про те, що дозвіл на зліт закінчується о 15:04. Після короткого обговорення пілоти вирішили спробувати піднятися у повітря, проте уважно слідкуючи за показниками приборів на випадок, якщо виникнуть коливання в двигунах. О 15:03 вони зв'язалися з диспетчером, щоб проінформувати його про своє рішення.
Дотримуючись свого плану, Капітан Реймент повільно відкрив дроселі і відпустив гальма; літак почав набирати швидкість і бортрадист Білл Роджерс повідомив про це диспетчерській вишці. Літак розганявся, розкидуючи снігову кашу злітною смугою; капітан Кейн повідомив про перевищення швидкості на десять вузлів. На швидкості 85 вузлів знову почалися коливання в лівому двигуні, і Тейн злегка відтягнув дросель двигуна перед тим як знову обережно передвинути його вперед. Коли літак набрав швидкість в 117 вузлів (217 км/год), Тейн повідомив про досягнення швидкості V1, після якої відміняти зліт небезпечно, і капітан Реймент очікував оголошення про досягнення швидкості V2 (119 вузлів або 220 км/год) — мінімально необхідної для того, щоб літак здійнявся у повітря. Однак, коли Тейн, очікуючи підвищення швидкості, поглянув на покажчик, він помітив, що вона коливається в межах 117 вузлів. Раптом літак влетів колесами в незайману сніжну цілину, що лежала в останній третині смуги та висотою місцями доходила до п'яти сантиметрів (працівники відповідної служби аеропорту не очистили смугу від снігу). В результаті, швидкість літака раптом впала до 112 вузлів (207 км/год), а потім до 105 вузлів (194 км/год). Реймент закричав: «Боже, нам не вдасться злетіти!», а Тейн підняв очі, щоб подивитися, що знаходиться прямо по курсу.
Літак пронісся до кінця смуги і, неконтрольований, протаранив огорожу аеропорту та врізався в будинок, в якому жила сім'я з шести людей. Батька та старшої сестри не було на той момент вдома, проте матері та трьом дітям довелося рятуватися, в тому числі від полум'я, що здійнялося після зіткнення. Від удару в літака відвалилося ліве крило та частина хвоста, після чого ліва частина кабіни пілотів врізалась у дерево. Правим бортом літак врізався в дерев'яний ангар, всередині якого стояла вантажівка з пальним, яке вибухнуло. Двадцять пасажирів загинули на місці.
Побачивши полум'я навколо кабіни пілотів, капітан Кейн остерігався вибуху літака та віддав наказ про негайну евакуацію. Стюардеси, Розмарі Чевертон і Маргарет Белліс, першими вибралися через аварійний люк у кабіні, за ними послідував бортрадист Білл Роджерс. Тейн крикнув Рейменту вибиратися з крісла пілота, та він був затиснутий у сидінні зім'ятим фюзеляжем. Реймент сказав Тейну вибиратися без нього і Тейн також покинув літак через аварійний люк. Він помітив полум'я біля правого крила літака, в якому поки ще знаходився цілий бак пального — близько 2300 літрів. Він наказав екіпажу відійти від літака на безпечну відстань, а сам повернувся в літак, щоб взяти два вогнегасники, зупинившись на хвильку сказати Рейменту, що повернеться за ним, як тільки погасить полум'я.
Тим часом, всередині пасажирської кабіни голкіпер «Юнайтед» Гаррі Грегг, прийшовши в себе, подумав, що мертвий. Він відчув, як кров стікає по його обличчю і «навіть не насмілився підняти руку. [Він] думав, що верхню частину [його] голови зрізало, немов зварене яйце.» Прямо над ним в кабіну падав промінь світла, Грегг дістався до нього і пробив у фюзеляжі діру, достатню для того, щоб вилізти крізь неї з літака.

### Загинули

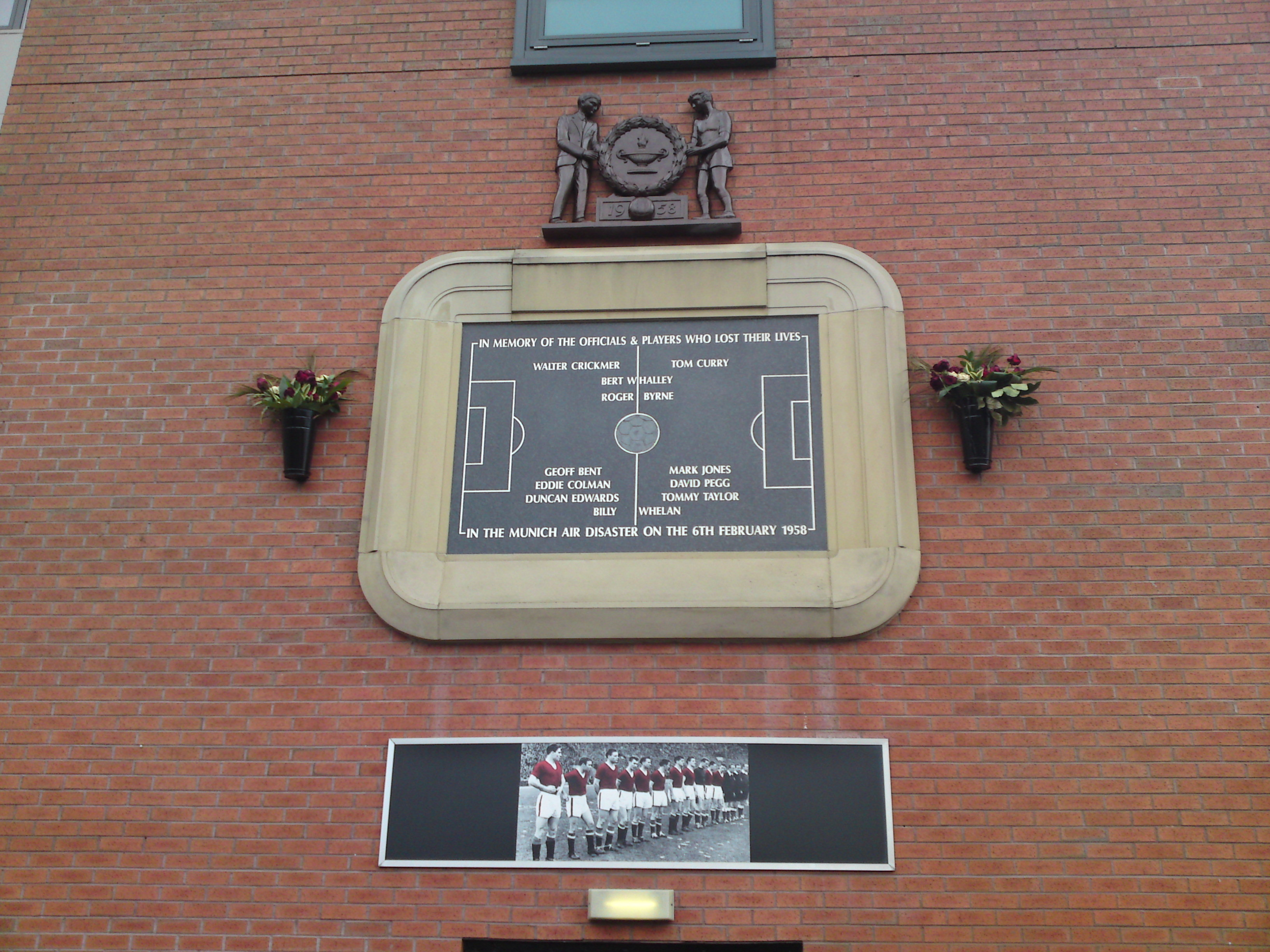
Дошка в пам'ять про Мюнхенську авіакатастрофу, Олд Траффорд

#### Члени екіпажу
- Капітан Кеннет «Кен» Реймент (Captain Kenneth «Ken» Rayment), другий пілот (вижив після катастрофи, проте через численні травми помер в лікарні в результаті пошкодження головного мозку)
- Том Кейбл (Tom Cable), бортпровідник

#### Пасажири
Гравці «Манчестер Юнайтед»
- Джеффрі Бент (Geoff Bent)
- Роджер Берн (Roger Byrne)
- Едді Колман (Eddie Colman)
- Данкан Едвардс (Duncan Edwards; вижив після катастрофи, проте помер в лікарні 15 днів потому)
- Марк Джонс (Mark Jones)
- Девід Пегг (David Pegg)
- Томмі Тейлор (Tommy Taylor)
- Ліам Уіллан (Liam «Billy» Whelan)

Тренерський штаб «Манчестер Юнайтед»
- Волтер Крікмер (Walter Crickmer), клубний секретар
- Том Каррі (Tom Curry), тренер
- Берт Уоллі (Bert Whalley), старший тренер

Журналісти
- Альф Кларк (Alf Clarke), Manchester Evening Chronicle
- Донні Девіс (Donny Davies), Manchester Guardian
- Джордж Фолловс (George Follows), Daily Herald
- Том Джексон (Tom Jackson), Manchester Evening News
- Арчі Ледбрук (Archie Ledbrooke), Daily Mirror
- Хенрі Роус (Henry Rose), Daily Express
- Френк Свіфт (Frank Swift), News of the World (також колишній гравець збірної Англії та голкіпер Манчестер Сіті; помер по дорозі до лікарні)
- Ерік Томпсон (Eric Thompson), Daily Mail

Інші пасажири
- Бела Міклош (Bela Miklos), туристичний агент
- Віллі Сатінофф (Willie Satinoff), вболівальник, власник іподрому та близький друг Метта Басбі

### Вижили

#### Члени екіпажу
- Маргарет Белліс (Margaret Bellis), стюардеса (померла у 1998)[30]
- Розмарі Чевертон (Rosemary Cheverton), стюардеса
- Джордж Уіллям «Білл» Роджерс (George William «Bill» Rodgers), бортрадист (помер у 1997)[31]
- Капітан Джеймс Тейн (Captain James Thain), пілот (помер у 1975)[32]

#### Пасажири
Гравці «Манчестер Юнайтед»
- Джонні Беррі (Johnny Berry; ніколи більше не грав, помер у 1994)[33]
- Джекі Бленчфлауер (Jackie Blanchflower; ніколи більше не грав, помер у 1998)[34]
- Боббі Чарльтон (Bobby Charlton)
- Білл Фоулкс (Bill Foulkes)
- Генрі Грегг (Harry Gregg)
- Кенні Морганс (Kenny Morgans)
- Алберт Сканлон (Albert Scanlon; помер у 2009)[35]
- Денніс Вайоллет (Dennis Viollet; помер у 1999)[36]
- Рей Вуд (Ray Wood; помер у 2002)[37]

Тренерський штаб «Манчестер Юнайтед»
- Метт Басбі (Matt Busby), головний тренер (помер у 1994)[38]

Журналісти та фотографи
- Тед Елліярд (Ted Ellyard), телеграфіст Daily Mail (помер у 1964)[39]
- Пітер Ховард (Peter Howard), фотограф Daily Mail (помер у 1996)[39]
- Френк Тейлор (Frank Taylor), репортер News Chronicle (помер у 2002)[40]

Інші пасажири
- Вєра Лукіч (Vera Lukic) та її маленька дочка Венона (Venona), врятовані гравцем «Манчестер Юнайтед» Гаррі Греггом; Вєра була вагітною — її син Зоран (Zoran) теж вижив[41]
- Місіс Елеанор Міклош (Mrs Eleanor Miklos), дружина Бели Міклоша
- Небойша Бато Томашевіч (Nebosja Bato Tomasevic), югославський дипломат

## Розслідування
Хоча відразу після трагедії її причиною назвали помилку пілота, однак пізніше виявилося, що головною причиною аварії стала снігова каша ближче до кінця злітної смуги — через неї літак не зміг набрати потрібну для злету швидкість. Літак набрав швидкість у 117 вузлів, проте, увійшовши в сніжну сльоту, скинув швидкість до 105 вузлів; цього було недостатньо для злету. Скасувати спробу також було неможливо, адже злітна смуга закінчувалася. Літаки з традиційними хвостовими шасі не були настільки чутливими до сніжної каші завдяки особливостям розташування шасі відносно центру ваги, проте нові моделі — такі як Ambassador — з триколісними носовими шасі та основними колесами позаду центра ваги літака були вразливішими. Катастрофа підштовхнула відповідні органи до встановлення обмеження на максимально допустиму кількість сніжної сльоти на смугах.
Незважаючи на висновки, до яких прийшло розслідування, керівництво аеропорту (яке відповідало за стан злітних смуг, хай і не знало про небезпеку, яку несла сніжна каша для окремих літаків) звинуватили в аварії капітана Тейна, як єдиного пілота, який вижив; вони також подали позов на його дії в суд. Вони звинуватили Тейна в тому, що він не прибрав лід із крил літака до того, як розпочав спробу зльоту, що, зрештою, стало причиною катастрофи — хоча це розходилося зі словами очевидців. Приводом для подібних звинувачень стало опубліковане в кількох газетах фото літака незадовго до злету; на ньому нібито було видно сніг на верхній поверхні крил. Втім, дослідження оригінального негатива заперечили наявність снігу чи льоду на крилах; ефект «снігу» виник через те, що опубліковані фотографії друкувалися з копії негатива. Оскільки свідки в Німеччину не викликалися, судовий розгляд справи Тейна продовжувався до 1968 року, коли з нього нарешті були зняті всі звинувачення. Як офіційну причину аварії британські керівні органи назвали скупчення сльоти на злітній смузі, через яку «Elizabethan» не зміг набрати необхідної швидкості. Тейн, звільнений з British European Airways невдовзі після катастрофи, пішов у відставку та повернувся на свою птахоферму в Беркширі. Він помер від серцевого нападу в 1975 році, у віці 53 років.

## Наслідки
Сім гравців «Манчестер Юнайтед» загинули на місці, а Данкан Едвардс помер від травм в мюнхенській лікарні 21 лютого. Джонні Беррі та Джекі Бленчфлауер через отримані травми більше ніколи не грали в футбол. Метт Басбі був тяжко поранений і мусив залишатися в лікарні протягом більш ніж двох місяців, впродовж яких він двічі проходив обряд єлеопомазання. Після того, як Басбі був виписаний з лікарні, він відбув на реабілітацію в Інтерлакен, Швейцарія. Він був близьким до того, щоб покінчити з футболом, проте одного разу його дружина Джин сказала: «Знаєш, Метте, хлопці хотіли б, щоб ти продовжив почате.» Ця фраза вивела Метта з депресії, він повернувся в Манчестер і спостерігав за «Юнайтед» в фіналі Кубка Англії сезону 1957-58.
Впродовж його відсутності ходили чутки, що клуб припинить своє існування, проте знекровлена команда під керівництвом асистента Басбі, Джиммі Мьорфі, продовжувала виступати в усіх турнірах. Мьорфі не полетів із командою в Белград, тому що перебував у Кардіффі як головний тренер збірної Уельсу. Команда, зібрана переважно з резервістів та гравців академії, переграла в першому матчі після катастрофи «Шеффілд Уенсдей» з рахунком 3-0. Місце, яке програмці матчу зазвичай відводили для складу «Манчестер Юнайтед», було пустим — ніхто не знав, яких саме гравців виставить на гру клуб. Втративши стількох футболістів в катастрофі, «Юнайтед» конче необхідно було замінити їх досвідченими гравцями, і Мьорфі придбав нападника «Блекпула» Ерні Тейлора (за £8,000) та крайнього хавбека «Астон Вілли» Стена Кроутера (він грав проти «Юнайтед» в фіналі Кубку Англії 1957 року).
В тренерському штабі клубу також відбулися зміни; в авіакатастрофі загинули секретар клубу Волтер Крікмер та тренери Том Керрі і Берт Уоллі. Голкіпер «Юнайтед» Лес Олів, зареєстрований як гравець на момент катастрофи, завершив кар'єру та змінив Крікмера на посаді клубного секретаря. Джек Кромптон, колишній голкіпер «Юнайтед» і гравець «Лутон Таун», увійшов в тренерський штаб клубу після того, як голова ради «Юнайтед» Харольд Хардмен домовився про це з керівництвом «Лутону».
Після катастрофи «Юнайтед» виграв всього лише один матч в чемпіонаті, через що випав із чемпіонських перегонів і зрештою зайняв дев'яте місце. Клубу вдалося дійти до фіналу Кубка Англії, проте «Юнайтед» поступився «Болтону» з рахунком 2:0. В першому півфіналі Кубку європейських чемпіонів на Олд Траффорд був обіграний «Мілан», проте у матчі-відповіді «Юнайтед» зазнав поразки 0-4 та вилетів зі змагання. «Реал» (Мадрид), тріумфатор того розіграшу, запропонував віддати трофей «Юнайтед» — ця пропозиція також була підтримана «Црвеною Звездою» — проте подальшого розвитку ідея не отримала.
Басбі повернувся на пост головного тренера в сезоні 1958-59 і згодом збудував нове покоління «Малюків Басбі», серед яких були Джордж Бест та Деніс Лоу. Через десять років після Мюнхенської трагедії вони обіграли у фіналі Кубку європейських чемпіонів «Бенфіку». Серед тих, хто підняв над головою цей трофей, було двоє гравців, які вижили в Мюнхенській авіакатастрофі — Боббі Чарльтон та Білл Фоулкс.

## Меморіали

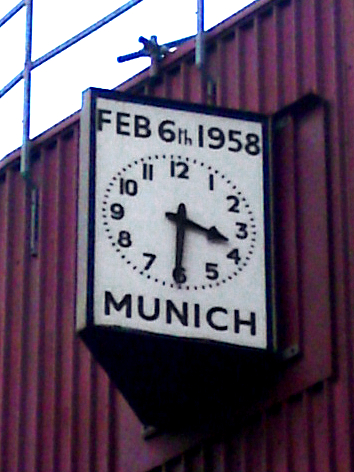
Мюнхенський Годинник, Олд Траффорд

### Олд Траффорд
Перші меморіали в пам'ять про гравців та тренерів, які загинули в Мюнхенській трагедії, були відкриті 25 лютого 1960. Перший з них, дошка в формі стадіону із зображенням поля, на якому були чорним та золотим склом викладені імена жертв катастрофи, розмістили над входом в директорську ложу. Над дошкою — різьблені фігури гравця та вболівальника (обидва похилили голову) по різні сторони вінка та м'яч, на якому викарбувано дату — «1958». Дизайн дошки належить манчестерському архітектору Дж. Віпонду (J. Vipond), сконструювали її за £2,100 в Messrs Jaconello (Manchester) Ltd., а відкрив — Метт Басбі.
Того ж дня відкрили ще один меморіал — в пам'ять про журналістів, що загинули під Мюнхеном — бронзову дошку з іменами восьми жертв. Оригінальну дошку викрали у 1980-х, тому зараз за реєстрацією на вході для представників преси висить її копія.
Ще одним меморіалом став Мюнхенський Годинник, простий годинник з двома стрілками, розвернутий в обидва боки, з датою «Feb 6th 1958» над циферблатом та словом «Munich» під ним. Годинник досі розташовується на тому ж місці, де вперше був встановлений, і, попри розповсюджену думку, показує не точний час катастрофи, а поточний час.
Коли стадіон перебудовували в середині 70-х років, з'явилася необхідність перемістити дошку (вона висіла над входом в директорську ложу), втім, це було неможливо зробити, не пошкодивши її, тому було прийняте рішення замурувати старий меморіал та замовити новий. Заміна була простішою оригіналу: грифельна дошка, розкреслена у формі поля, з викарбуваними на ній іменами. Новий меморіал встановили у 1976.
Третя версія меморіалу, більше схожа на оригінал, ніж на другу (навколо поля додали трибуни, а над дошкою — фігурки), була встановлена у 1996 — одночасно зі встановленням статуї Метта Басбі, який відкрив оригінальну меморіальну дошку. Третя версія була сконструювана мулярами Матером (Mather) та Еллісом (Ellis) з Траффорд Парк, а друга вирушила у сховище. Скоро її відправлять у відповідний сектор клубного музею.[52] Третю дошку та статую Басбі з часом перенесли на нові місця.

### Німеччина
В Німеччині знаходяться два меморіали. Один з них, в селі Трудерінг, являє собою невеликий дерев'яний пам'ятник із зображенням Ісуса Христа, прикрашений ночвами, повними квітів. На ночви спирається дошка з написом: «Im Gedenken an die Opfer der Flugzeugkatastrophe am 6.2.1958 unter denen sich auch ein Teil der Fußballmannschaft von Manchester United befand, sowie allen Verkehrstoten der Gemeinde Trudering» (українською: «В пам'ять про жертв авіакатастрофи 6.2.1958 — гравців команди „Манчестер Юнайтед“ та інших пасажирів; від муніципалітету Трудерінг»).
Двадцять другого вересня 2004 року, темносиня гранітна дошка з піщаним оздобленням була відкрита неподалік старого мюнхенського аеропорту, всього лише в кількох метрах від дерев'яного меморіалу. На ній, англійською та німецькою, написано: «В пам'ять про тих, хто загинув тут в Мюнхенській авіакатастрофі 6 лютого 1958». Знизу на дошці висловлена подяка від «Юнайтед» муніципалітету Мюнхену та його жителям. Новий меморіал був профінансований «Манчестер Юнайтед», а на відкриття приїхали представники клубу, такі як виконавчий директор Девід Гілл, менеджер сер Алекс Фергюсон та директор сер Боббі Чарльтон, один з тих, хто вижив у катастрофі.
Двадцять четвертого квітня 2008 року, міська рада Мюнхену вирішила назвати місце, де встановлений меморіал, «Manchesterplatz» (англійською: Manchester Square; українською: Майдан Манчестера).

### Велика Британія
В церкві святого Люка міста Дакінфілд, Чешир, на приставному столику стоїть обрамлений ілюмінований пергамент. На ньому написані імена тих, хто загинув, та тих, хто вижив у Мюнхенській трагедії 6 лютого 1958 року.

## Данина пам'яті

### В музиці
Існує кілька записів, присвячених Мюнхенській трагедії. Найдавніший з них — пісня «The Flowers of Manchester»; надіслана в журнал Sing невідомим автором, у 1962 році вона була записана та виконана групою The Spinners з Ліверпулю. Пізніше виявилося, що справжній автор тексту пісні — Ерік Вінтер, редактор журналу Sing. В 2004, співак Morrissey з Манчестеру випустив пісню «Munich Air Disaster, 1958».

### В телебаченні
Мюнхенська трагедія лягла в сюжет одного з епізодів драматично-документального серіалу від BBC — Surviving Disaster. Епізод показали 10 січня 2006 року. Втім, за численні неточності серіал розкритикував колишній вінгер «Юнайтед» Альберт Сканлон — попри те, що знімальна група консультувалася з ним перед зйомками. Наприклад, в даному епізоді настанови перед матчем в Белграді дає Джиммі Мьорфі, хоча він в той час був у Кардіффі; літак показують напівпустим, попри те, що в ньому майже не було вільних місць.
Шостого лютого 2008 року, у 50-у річницю катастрофи, кілька телевізійних каналів показали присвячені їй передачі:
- UKTV History — епізод Surviving Disaster.[63]
- MUTV — серійний документальний фільм Munich Remembered.[64]
- BBC — епізод документального серіалу One Life, в якому голкіпер «Юнайтед» Гаррі Грегг знову переживає маршрут Англія — Белград — Мюнхен, спілкується з одними з перших рятувальників, які прибули на місце катастрофи, а також зустрічається з Вєрою Лукіч, вагітною жінкою, яку він врятував, і Зораном, її сином, якого вона народила через два місяці після катастрофи.[41]

В квітні 2011 року на каналі BBC Two показали телевізійну драму від BBC — Юнайтед. Варто зауважити, що фільм критикували, зокрема, син Мета Басбі, дружина Біла Фоулкса та Гаррі Грегг.

### В інших сферах
Селфордський університет назвав один з своїх гуртожитків в пам'ять про Едді Колмана, який загинув в Мюнхенській авіакатастрофі. В Ньютон Хіт, одному з районів Манчестера, є мережа вуличок, названих іменами гравців, які загинули під Мюнхеном — Roger Byrne Close, David Pegg Walk, Geoff Bent Walk, Eddie Colman Close, Billy Whelan Walk, Tommy Taylor Close та Mark Jones Walk. Серед цих вуличок є будівля, названа в пам'ять про Данкана Едвардса. На його честь також названі кілька вулиць в рідному для нього місті Дадлі.

## Зауваження
Література
- Barnes, Justyn; Bostock, Adam; Butler, Cliff; Ferguson, Jim; Meek, David; Mitten, Andy; Pilger, Sam; Taylor, Frank OBE; Tyrrell, Tom (2001). The Official Manchester United Illustrated Encyclopedia. London: Manchester United Books. ISBN 0-233-99964-7.
- Connor, Jeff (2007). The Lost Babes. London: HarperSport. ISBN 978-0-00-720808-1.
- Crick, Michael (1990). Manchester United – The Betrayal of a Legend. and Smith, David. London: Pan Books. ISBN 0-330-31440-8.
- Hall, David (2008). Manchester's Finest. London: Bantam Press. ISBN 978-0-593-05922-7.
- Middleton, Don (April 1982). Airspeed's elegant Ambassador - Part 3. Aeroplane Monthly.
- Morrin, Stephen R. (2007). The Munich Air Disaster. Dublin: Gill & Macmillan. ISBN 978-0-7171-4110-4.
- Stewart, Stanley (1989) [1986]. Air Disasters (вид. 2nd edition). Arrow Books. ISBN 0-09-956200-6.
- White, Jim (2008). Manchester United: The Biography. London: Sphere. ISBN 978-1-84744-088-4.

Посилання
1. ↑  UEFA Champions League - History. uefa.com. Union of European Football Associations. 2 липня 2007. Архів оригіналу за 29 травня 2008. Процитовано 10 січня 2009.
2. ↑  White, p. 103
3. 1 2  White, p. 105
4. ↑  Morrin, pp.67-68
5. ↑  Morrin, p. 77
6. ↑  Morrin, p. 86
7. ↑  Crick et al., p. 46
8. 1 2  White, p. 119
9. ↑  Morrin, p. 93
10. ↑  Morrin, p. 79
11. ↑  Morrin, p. 97
12. 1 2  Morrin, p. 98
13. ↑  Morrin, pp. 99-100
14. ↑  Morrin, p. 101
15. 1 2  Barnes et al., p. 16
16. ↑  Morrin, p. 103
17. ↑  Morrin, p. 107
18. ↑  Morrin, pp. 107—108
19. 1 2  Morrin, p. 108
20. 1 2 3  Morrin, p. 109
21. ↑  Morrin, pp. 109—110
22. 1 2  Morrin, p. 110
23. ↑  Morrin, p.112
24. ↑  Morrin, pp. 112—113
25. 1 2  Morrin, p. 113
26. ↑  The Munich air disaster: a timeline. BBC Manchester. British Broadcasting Corporation. Архів оригіналу за 19 серпня 2011. Процитовано 30 січня 2012.
27. 1 2 3  Morrin, p. 115
28. ↑  Morrin, p. 116
29. ↑  White, p. 118
30. ↑  Fly Past: Survivors of Munich. Hounslow Chronicle. Архів оригіналу за 8 березня 2012. Процитовано 30 січня 2012.
31. ↑  The 21st Survivor. Munich58.co.uk. Архів оригіналу за 28 серпня 2008. Процитовано 30 січня 2012. {{cite web}}: Недійсний |deadurl=404 (довідка)
32. ↑  Captain James Thain cleared of blame after the thawing of hostilities. The Times. London: Times Newspapers. 30 січня 2008.{{cite news}}:  Обслуговування CS1: Сторінки з параметром url-status, але без параметра archive-url (посилання)
33. ↑  Barnes et al., p. 66
34. ↑  Busby Babe loses battle against cancer. BBC News. British Broadcasting Corporation. 2 вересня 1998. Архів оригіналу за 21 лютого 2009. Процитовано 30 січня 2012.
35. ↑  Busby Babe Albert Scanlon dies. Manchester Evening News. MEN Media. 22 грудня 2009. Архів оригіналу за 12 листопада 2012. Процитовано 30 січня 2012.
36. ↑  Busby Babe dies. BBC News. British Broadcasting Corporation. 7 березня 1999.
37. ↑  Wilson, Bill (4 лютого 2008). Waiting for news from Munich. BBC News. British Broadcasting Corporation. Архів оригіналу за 29 квітня 2011. Процитовано 30 січня 2012.
38. ↑  1969: Matt Busby retires from Man United. BBC News. British Broadcasting Corporation. 14 січня 2008. Архів оригіналу за 17 січня 2008. Процитовано 30 січня 2012.
39. 1 2  » The Munich Air Crash – Who’s Who (амер.). Процитовано 7 жовтня 2024.
40. ↑  Glanville, Brian (22 липня 2002). Obituary: Frank Taylor. The Guardian. London: Guardian News and Media. Архів оригіналу за 5 лютого 2011. Процитовано 30 січня 2012.
41. 1 2  Gregg's 'greatest save' – Munich remembered. BBC News. British Broadcasting Corporation. 4 лютого 2008. Архів оригіналу за 8 лютого 2008. Процитовано 30 січня 2012.
42. ↑  Stewart, p. 86
43. ↑  Hall, p. 340
44. ↑  Barnes et al., p. 17
45. 1 2  Morrin, p. 155
46. ↑  Morrin, p. 147
47. ↑  Morrin, p. 150
48. 1 2 3  Morrin, p. 146
49. 1 2 3  Endlar, Andrew. 1957/58. StretfordEnd.co.uk. Архів оригіналу за 1 березня 2012. Процитовано 30 січня 2012.
50. ↑  Richards, Jack (7 лютого 1958). World Laments Manchester Loss. The Vancouver Sun. с. 22. Архів оригіналу за 1 жовтня 2020. Процитовано 23 квітня 2011.
51. ↑  1968: Manchester United win European Cup. BBC News. Архів оригіналу за 1 березня 2012. Процитовано 30 січня 2012.
52. 1 2 3 4 5  The Munich Plaque at Old Trafford. Munich58.co.uk. 2005. Архів оригіналу за 24 березня 2007. Процитовано 30 січня 2012. {{cite web}}: Недійсний |deadurl=404 (довідка)
Transcribed from a 2005 issue of Manchester United fanzine Red News
53. ↑  White, John (2007). The United Miscellany. London: Carlton Books. с. 14. ISBN 978-1-84442-745-1.
54. ↑  http://munich58.co.uk/the-munich-clock/. {{cite web}}: Зовнішнє посилання в |title= (довідка); Пропущений або порожній |url= (довідка)
55. ↑  The Memorial At Munich Airport. Munich58.co.uk. Архів оригіналу за 27 листопада 2002. Процитовано 30 січня 2012. {{cite web}}: Недійсний |deadurl=404 (довідка)
56. 1 2  New memorial to be unveiled at Munich Airport. Munich58.co.uk. 2004. Архів оригіналу за 20 березня 2005. Процитовано 30 січня 2012. {{cite web}}: Недійсний |deadurl=404 (довідка)
57. ↑  Photo 3 of 13. Munich58.co.uk. September 2004. Архів оригіналу за 9 листопада 2007. Процитовано 30 січня 2012. {{cite web}}: Недійсний |deadurl=404 (довідка)
58. ↑  Straßenneubenennung Manchesterplatz. muenchen.de. City of Munich. Архів оригіналу за 21 липня 2013. Процитовано 30 січня 2012.
59. ↑  Straßenneubenennung Manchesterplatz. Архів оригіналу за 21 липня 2013. Процитовано 30 січня 2012.
60. ↑  History. theflowersofmanchester.co.uk. Архів оригіналу за 21 липня 2013. Процитовано 30 січня 2012.
61. ↑  Irish Blood, English Heart (CD2) (Single). Amazon.co.uk. Amazon.com. Архів оригіналу за 21 липня 2013. Процитовано 30 січня 2012.
62. ↑  Survivor's anger over Munich crash film. Manchester Evening News. MEN Media. 7 січня 2006. Архів оригіналу за 12 листопада 2012. Процитовано 30 січня 2012.
63. ↑  Munich Aircrash: Disaster Season. Yesterday. UKTV. Архів оригіналу за 21 липня 2013. Процитовано 30 січня 2012.
64. ↑  MUTV Schedule: 6 Feb. ManUtd.com. Manchester United. 5 лютого 2008. Архів оригіналу за 6 жовтня 2012. Процитовано 30 січня 2012.
65. ↑  United. BBC  Two. British Broadcasting Corporation. Архів оригіналу за 21 липня 2013. Процитовано 30 січня 2012.
66. ↑  DailyMailUnitedCriticism. Архів оригіналу за 21 липня 2013. Процитовано 30 січня 2012.
67. ↑  Eddie Colman and John Lester Courts. University of Salford. Архів оригіналу за 6 жовтня 2011. Процитовано 30 січня 2012. {{cite web}}: Недійсний |deadurl=404 (довідка)
68. ↑  Conn, David (21 квітня 2010). FC United homage to history as they prepare for future at Newton Heath. The Guardian. Guardian News and Media. Архів оригіналу за 4 лютого 2011. Процитовано 30 січня 2012.